# Hypolimnas priscilla
Hypolimnas priscilla är en fjärilsart som beskrevs av Butler 1877. Hypolimnas priscilla ingår i släktet Hypolimnas och familjen praktfjärilar. Inga underarter finns listade i Catalogue of Life.